# (31472) 1999 CT36
1999 CT36 (asteroide 31472) é um asteroide da cintura principal. Possui uma excentricidade de 0.20943510 e uma inclinação de 6.75478º.
Este asteroide foi descoberto no dia 10 de fevereiro de 1999 por LINEAR em Socorro.